# Política de Macau
Depois do dia 20 de Dezembro de 1999, a soberania de Macau, outrora nas mãos de Portugal, passou a ser assumida e exercida pela República Popular da China (RPC). A partir de então, Macau passou a ser uma parte inalienável da RPC e a ficar directamente subordinada ao Governo Popular Central . Mas, nenhuma repartição do Governo Popular Central (GPC), província, região autónoma ou cidade directamente subordinada ao GPC pode interferir nos assuntos que Macau administra, por si própria. Para entrarem em Macau as pessoas das províncias, regiões autónomas e cidades directamente subordinadas ao GPC devem requerer autorização .
Após a transferência de soberania (20 de Dezembro de 1999), Macau actua sob os princípios do Governo Popular Central da RPC de "um país, dois sistemas", de "Administração de Macau pela Gente de Macau” e de "Alto Grau de Autonomia". Segundo estes princípios, a Declaração Conjunta Sino-Portuguesa sobre a Questão de Macau  e a Lei Básica da RAEM , esta cidade chinesa torna-se numa Região Administrativa Especial, gozando assim de um estatuto especial, semelhante ao de Hong-Kong. 
É administrada pelos seus habitantes residentes e não por oficiais da República Popular da China. Possui uma elevada autonomia em todos os aspectos e assuntos relacionados com ela, exceptuando em assuntos relacionados com a defesa e os negócios estrangeiros (política externa), sendo que, nesta última esfera, Macau goza ainda assim de alguma autonomia. Como por exemplo, esta cidade e as suas associações (com excepção das políticas), podem, por si própria, estabelecer relações, celebrações e acordos com países e regiões ou organizações internacionais com a designação de "Macau, China". Com esta designação, Macau pode também participar, por si própria, nas organizações e conferências internacionais não limitadas aos Estados e em eventos desportivos, como por exemplo . 
O princípio de "um país, dois sistemas" e a Lei Básica especificam que o seu sistema económico-financeiro (de carácter capitalista), social, fiscal, de segurança e de controlo da imigração e das fronteiras, bem como os direitos e as liberdades dos seus cidadãos irão manter-se inalteráveis durante, pelo menos, 50 anos, isto é, pelo menos até 2049 .
A Região Administrativa Especial de Macau (RAEM) goza também de poderes executivo, legislativo e judicial independente da RPC, incluindo o de julgamento em última instância . 

## Estrutura Política

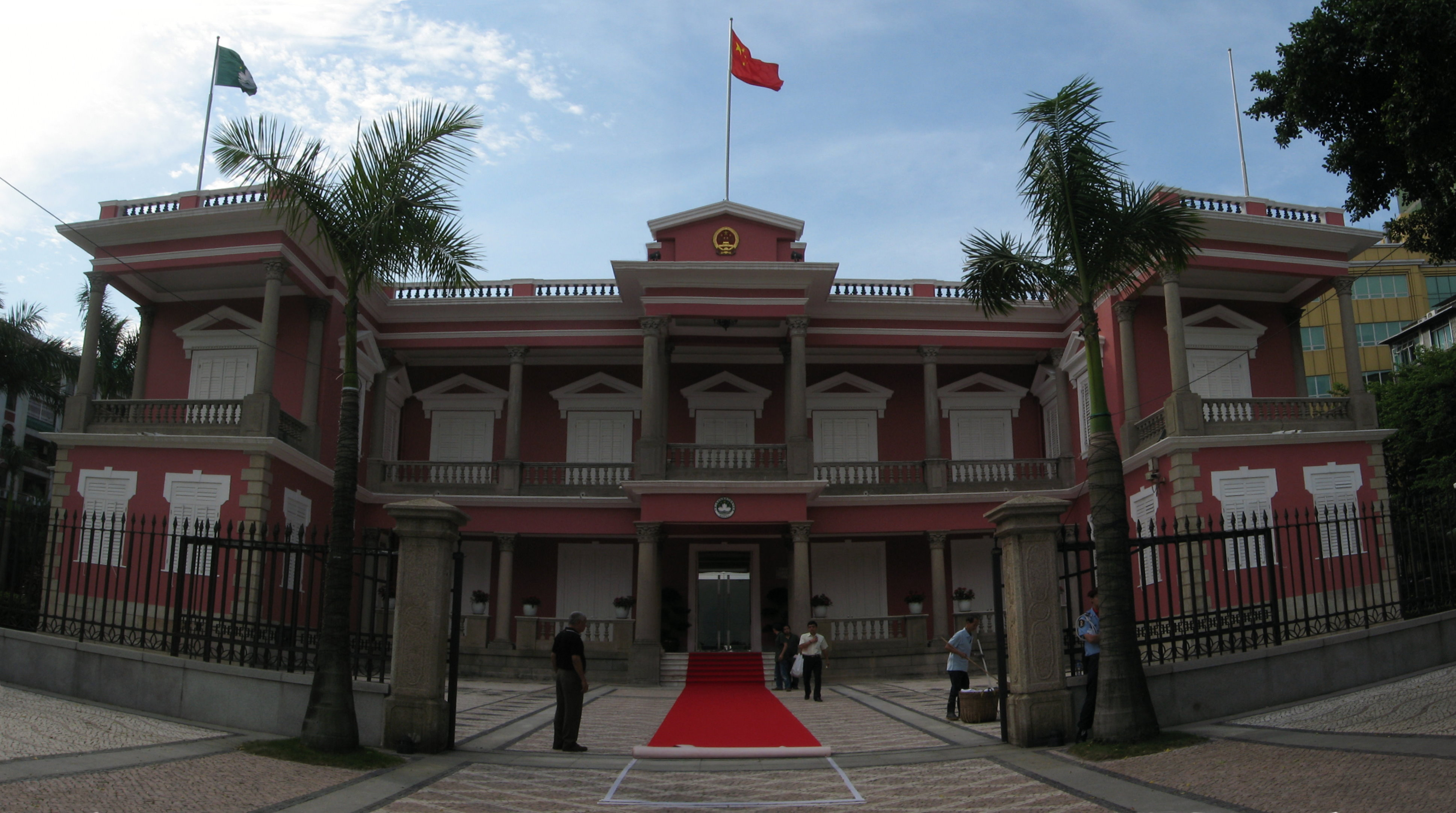
Palácio do Governador. Antes de 1999, o Governador de Macau trabalhava lá dentro e era o centro político mais importante do Território. Depois de 1999, continuou a ser a sede oficial da RAEM, mas o Chefe do Executivo já não trabalha lá dentro e consequentemente a sua importância diminuiu bastante. Actualmente serve somente como um local de recepção de diplomatas e figuras importantes.

Brasão de armas da Região Administrativa Especial de Macau.

Conforme a Lei Básica, a estrutura política da RAEM, diferente e teoricamente independente da República Popular da China, é constituída essencialmente pelo Chefe do Executivo, o seu Governo e o seu Conselho Executivo; a Assembleia Legislativa e os órgãos judiciários (os tribunais e o Ministério Público).
O órgão executivo e o órgão legislativo da RAEM são ambos compostos por residentes permanentes da Região, de harmonia com as disposições da Lei Básica. O Governo Popular Central nomeia e exonera o Chefe do Executivo, os titulares dos principais cargos do Governo, assim como o Procurador da RAEM .

### Poder Executivo
O Governo, composto por 5 Secretarias, 2 Comissariados, várias Direcções de Serviços, Departamentos e Divisões, é o órgão executivo da RAEM e é dirigido pelo Chefe do Executivo de Macau .
O Governo tem como principais funções definir e aplicar políticas, gerir os diversos assuntos administrativos, tratar dos assuntos externos quando autorizado pelo Governo Popular Central, organizar e apresentar o orçamento e as contas finais, apresentar propostas de lei e de resolução, elaborar regulamentos administrativos e designar funcionários para assistirem às sessões da Assembleia Legislativa para ouvir opiniões ou intervir em nome do Governo . 
Os titulares dos principais cargos do Governo devem ser cidadãos chineses de entre os residentes permanentes da RAEM que tenham residido habitualmente em Macau pelo menos quinze anos consecutivos, sendo nomeados e exonerados pelo Governo Popular Central, sob proposta do Chefe do Executivo .
O Governo da RAEM responde perante a Assembleia Legislativa de Macau relativamente aos seguintes aspectos: garantir o cumprimento das leis vigentes e por ela aprovadas; relatar as linhas de acção governativa pelo menos uma vez por ano; apresentar a proposta de orçamento e relatar o grau de execução do orçamento; e responder às interpelações dos deputados .

#### Chefe do Executivo
O titular de Chefe do Executivo de Macau, o cargo político mais importante da RAEM, é sempre ocupado por um cidadão chinês residente proeminente de Macau. Ele é aconselhado pelo Conselho Executivo, composto por 7 a 11 conselheiros.
Ele é seleccionado por uma "Comissão Eleitoral", formado por 400 membros eleitos, por sufrágio indirecto, por associações ou organizações representativas dos interesses de vários sectores importantes da sociedade de Macau devidamente registadas e regularmente recenseadas, pelos deputados à Assembleia Legislativa de Macau, pelos deputados de Macau à Assembleia Popular Nacional e pelos representantes dos membros de Macau no Comité Nacional da Conferência Consultiva Política do Povo Chinês. Após a selecção, o Chefe do Executivo ainda tem que ser aceite e oficialmente nomeado pelo Governo Popular Central Chinês. 
O Sr. Edmund Ho Hau-wah, um líder comunitário, um homem de negócios e um antigo banqueiro, tornou-se no primeiro Chefe do Executivo da RAEM, substituindo o Governador português General Vasco Joaquim Rocha Vieira (nomeado directamente por Portugal) na madrugada do dia 20 de Dezembro de 1999. No dia 20 de Dezembro de 2009, após dois mandatos (ou seja, 10 anos no cargo), Edmundo Ho foi substituído por Fernando Chui Sai On. Após dois mandatos, em 2019, Chui Sai On foi substituído por Ho Iat Seng.

### Poder legislativo

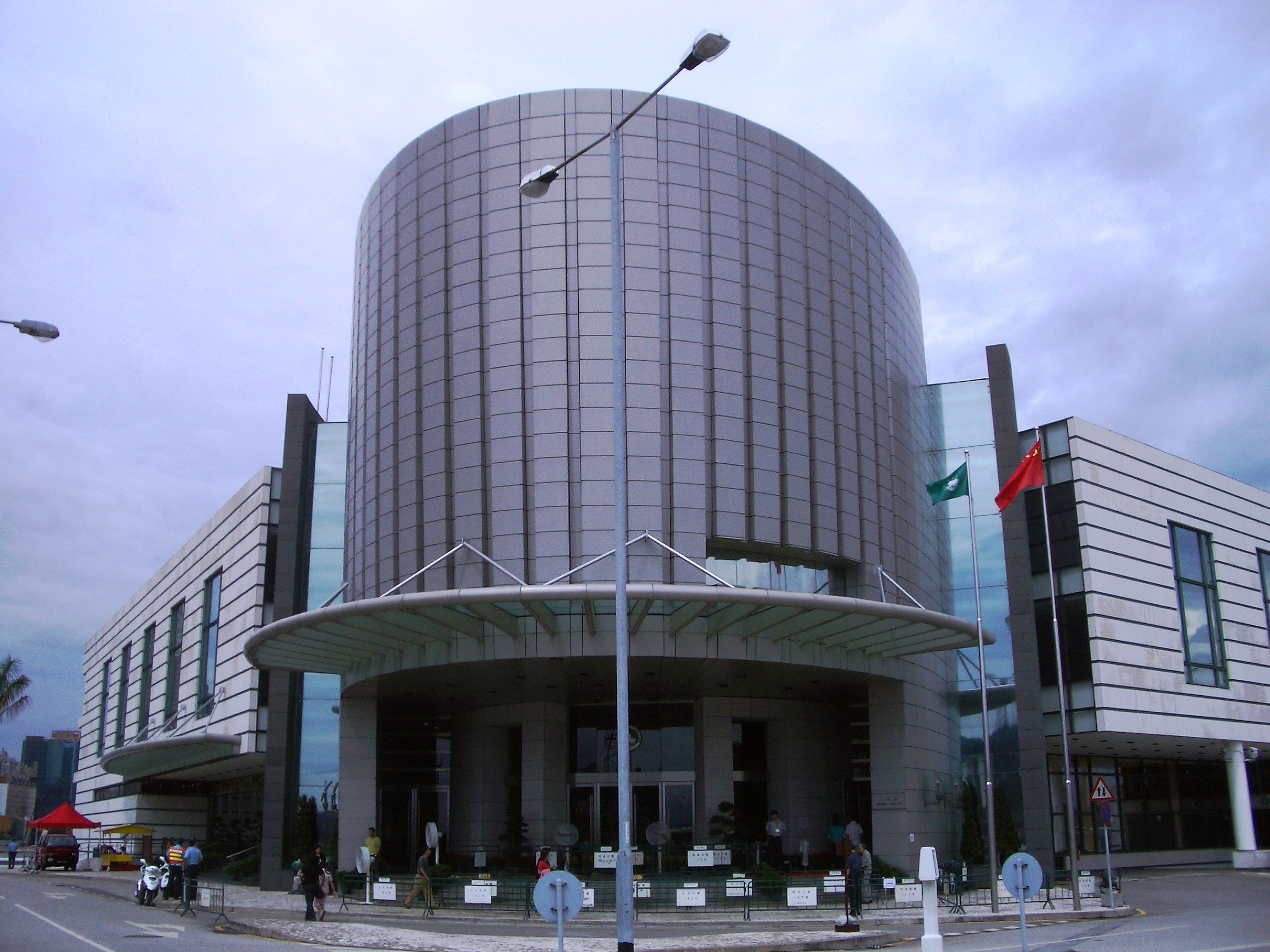
Assembleia Legislativa de Macau.

O órgão legislativo da RAEM é a Assembleia Legislativa (AL), composta por 33 membros eleitos ou nomeados de diferentes formas: 14 são eleitos directamente (sufrágio directo) pelos cidadãos eleitores da RAEM; 12 são eleitos (sufrágio indirecto) por organizações ou associações representativas dos interesses dos vários sectores da sociedade local que adquiriram personalidade jurídica há, pelo menos, sete anos, e que foram oficialmente registadas e regularmente recenseadas; e 7 são nomeados pelo Chefe do Executivo. A AL é responsável de fazer as leis e tem o poder, nos termos legais, de acusar, questionar e apresentar uma moção de censura contra o Chefe do Executivo, ou comunicar a moção directamente ao Governo Popular Central Chinês para que este decida. Ela também tem o poder de emendar o método de eleição do Chefe do Executivo em 2009.

### Poder judicial
Os órgãos judiciários da RAEM são os tribunais e o Ministério Público .

#### Tribunais
Os tribunais são os únicos órgãos com competência para exercer o poder jurisdicional. Eles têm a função de assegurar a defesa dos direitos e interesses legalmente protegidos, reprimir a violação da legalidade e dirimir os conflitos de interesses públicos e privados. Os tribunais são independentes, decidindo as questões exclusivamente de acordo com o direito, não se encontrando sujeitos a interferências de outros poderes ou a quaisquer ordens ou instruções.
Os juízes de todos os tribunais são nomeados pelo Chefe do Executivo, sob proposta de uma comissão independente constituída por juízes, advogados e personalidades proeminentes locais. Os Presidentes dos tribunais são nomeados de entre os juízes pelo Chefe do Executivo .
Existem os Tribunais de Primeira Instância, o Tribunal de Segunda Instância e o Tribunal de Última Instância da RAEM . Os Tribunais de Primeira Instância são subdivididos em Tribunal Judicial de Base e em Tribunal Administrativo .

#### Ministério Público
O Ministério Público é um órgão judiciário que desempenha com independência as suas funções atribuídas por lei. Ele tem como função a representação em juízo da RAEM, o exercício da acção penal, a defesa da legalidade e dos interesses que a lei determine, bem como o exercício da competência de fiscalização quanto à aplicação da Lei Básica da RAEM, nas circunstâncias previstas nas leis de processo. O Ministério Público é autónomo, exercendo as suas atribuições e competências com independência e livre de qualquer interferência. 
O Procurador é o dirigente e representante máximo do Ministério Público, sendo escolhido pelo Chefe do Executivo e nomeado pelo Governo Popular Central. Os restantes magistrados do Ministério Público são nomeados pelo Chefe do Executivo, sob proposta do Procurador .

## Sistema Jurídico
O sistema jurídico de Macau baseia-se no conceito de Estado de Direito, na independência do poder judicial e na defesa dos direitos humanos e dos direitos e liberdades fundamentais dos residentes. Este sistema é baseado essencialmente no modelo do direito português, e dessa forma faz parte da família dos sistemas jurídicos de raiz continental (romano-germânico). 
De 1987 a 1999, este sistema jurídico foi completamente modernizado tendo em vista a transferência de soberania de Macau para a República Popular da China. Assim, foram aprovados uma série de novas leis e códigos, incluindo o Código Penal (1995), o Código Civil (1999), o Código Comercial (1999), o Código de Processo Penal (1996) e o Código de Processo Civil (1999). Após a transição, continuaram-se a efectuar grandes reformas no sistema jurídico, como por exemplo o uso da língua chinesa nos tribunais e nas legislações. 
Apesar de, desde do estabelecimento da RAEM, este sistema sofrer várias alterações, aperfeiçoamentos e adaptações para corresponder à Lei Básica da RAEM e ao novo estatuto de Macau como região administrativa especial, ele continua a ser essencialmente mantido durante pelo menos 50 anos, a contar desde da transferência de soberania (1999), em harmonia com o princípio de um país, dois sistemas. Por esta razão, toda a legislação existente antes de 1999 foi mantida, excepto uma pequena parte que contraria a Lei Básica. 
Do ponto de vista constitucional, o sistema jurídico de Macau caracteriza-se pela existência de um texto com força constitucional na ordem jurídica interna da RAEM, a Lei Básica da Região Administrativa Especial de Macau, promulgada pelo Assembleia Popular Nacional da República Popular da China no ano de 1993. Em regra, as leis nacionais da República Popular da China não têm aplicação na RAEM, excepto aquelas que são expressamente indicadas no Anexo III da Lei Básica. Actualmente, elas são 11 e tratam de assuntos não compreendidos no âmbito da autonomia da RAEM, tais como a defesa nacional e as relações externas.
Desde o início dos anos 90 que a formação jurídica tem sido assegurada essencialmente pela Universidade de Macau, que oferece cursos de licenciatura e de mestrado em Direito em língua portuguesa e em língua chinesa, bem como alguns cursos de mestrado em língua inglesa. Esta universidade também oferece cursos de doutoramento e de pós-graduação em Direito. A Universidade de Ciência e Tecnologia de Macau oferece também, desde de 2000, cursos de licenciatura, mestrado e doutoramento na área do Direito. A formação dos magistrados e demais funcionários de justiça ou profissionais relacionados com a justiça estão essencialmente a cargo do Centro de Formação Jurídica e Judiciária. 
O sector do Jogo, sendo uma actividade económica fundamental para Macau, é objecto de regulamentação bastante desenvolvida, tendo por isso um bom e desenvolvido direito do jogo. Em Macau não há pena de morte nem prisão perpétua, visto que elas não estão previstas no Código Penal de Macau.
Grande parte da legislação da RAEM pode ser consultada gratuitamente no website da Imprensa Oficial de Macau .

## Sistema Partidário (ou Associativo)
Ver também: Eleição indireta
Em Macau, tradicionalmente, aqueles que querem lutar por uma determinada causa (não necessariamente uma causa política) ou defender os seus interesses organizam-se, formando associações. Em 2008, existiam cerca de 3800 associações registadas de vários tipos: as políticas, as comunitárias, as de interesse empresarial, as profissionais, as de trabalhadores, as culturais, as religiosas, as desportivas (cerca de 1000), as de filantropia/solidariedade, as científicas e académicas, as de protecção ambiental, as de conterrâneos de determinada província ou região da China Continental, as étnico-identitárias, etc. . Quando Macau ainda estava sob a administração portuguesa, estas associações, principalmente as comunitárias e as de filantropia (as mais antigas e, por isso, tradicionais), desempenharam um papel importante na manutenção de contactos entre a comunidade chinesa e o governo colonial, com o objectivo de resolver disputas sociais e promover a solidariedade comunitária.
A Lei Básica da RAEM protege a liberdade de associação e de participação em associações . Porém, vários críticos salientaram a fraca participação dos cidadãos de Macau na vida cívico-política local e a influência do Governo (através da prática discricionária de subsídios), das forças tradicionais pró-Pequim e da oligarquia empresarial nos órgãos sociais e dirigentes de muitas associações locais. A partir destes organismos, a oligarquia e as forças tradicionais asseguram assim um meio para defender os seus interesses particulares e sectoriais, visto que as associações podem adquirir a capacidade de eleger deputados à Assembleia Legislativa por sufrágio indirecto e de escolher membros da Comissão Eleitoral que escolhe o Chefe do Executivo. A maioria destas associações que têm capacidade eleitoral (nem todas as associações podem votar, porque nem todas cumprem os requisitos necessários) são apoiantes do Governo Central de Pequim e do Governo de Macau. 
Como não existe em Macau legislação específica que regula a natureza e o funcionamento dos partidos políticos, as organizações locais com fins políticos não adoptaram a designação de "partido", preferindo antes a designação de "associação". É o caso da "Associação Novo Macau Democrático", o maior movimento político pró-democrático de Macau. As associações políticas de Macau, comparadas com o papel exercido pelos partidos políticos existentes nas democracias de tipo ocidental ou até mesmo em Hong Kong, continuam ainda a ser relativamente fracas e pouco influentes. A entrada, em 2005, de vários deputados ligados à indústria do jogo, a mais importante actividade económica de Macau, abalou parcialmente a influência política dos sectores mais tradicionais da oligarquia empresarial, porque o seu poder assenta-se em actividades económicas em declínio. 
Actualmente, existe um número considerável de associações que apresentam individualmente ou em conjunto (formando uma espécie de coligação) listas de candidatos às eleições para a Assembleia Legislativa de Macau, umas concorrendo por sufrágio universal directo e outras por sufrágio indirecto . Grande parte destas asssociações que vão a votos provêm do sector tradicional (ex: Federação das Associações dos Operários de Macau, União Geral das Associações dos Moradores de Macau ou Kai Fong, etc.), do sector empresarial ou do Jogo (ex: listas encabeçadas por Angela Leong On Kei, Fong Chi Keong, David Chow Kam Fai, Chan Meng Kam, Mak Soi Kun, por membros da Associação Comercial de Macau, etc.) e de determinados grupos profissionais (ex: Associação dos Trabalhadores da Função Pública de Macau, liderada em 2013 por José Maria Pereira Coutinho, cabeça de lista da Nova Esperança) ou de grupos de conterrâneos (ex: Associação dos Cidadãos Unidos de Macau, liderada em 2013 por Chan Meng Kam, está associada à comunidade originária de Fujian; a União de Macau-Guangdong, liderada em 2013 por Mak Soi Kun, está associada à comunidade originária de Jiangmen).

### Exemplo de Associações
Ver também: Lista dos partidos políticos de Macau
Segue-se uma pequena lista de exemplos de associações (não necessariamente associações políticas) existentes em Macau:
- Associação de Leigos Católicos de Macau
- Associação Budista Geral de Macau
- Associação Comercial de Macau
- Associação Comercial de Fomento Predial de Macau
- Associação de Construtores Civis e Empresas de Fomento Predial de Macau
- Associação Industrial de Macau
- Associação de Beneficência do Hospital de Kiang Wu
- Associação de Beneficência Tong Sin Tong (ou Tung Sin Tong)
- Associação para a Defesa dos Interesses de Macau
- Associação de Futebol de Macau
- Associação Novo Macau Democrático
- Associação dos Advogados de Macau
- Associação dos Macaenses
- Associação dos Trabalhadores da Função Pública de Macau
- Associação Geral das Mulheres de Macau
- Federação das Associações dos Operários de Macau (antes de 2005, chamava-se "Associação Geral dos Operários de Macau")[25]
- Associação Promotora da Instrução dos Macaenses
- Cáritas de Macau
- Centro Democrático de Macau
- Nova Esperança
- União Geral das Associações dos Moradores de Macau
- União de Macau-Guangdong

## Sociedade civil e Política
Tradicionalmente, em Macau existe relativamente pouco activismo político e pouca pressão exercida pela sociedade civil para reformas políticas e para a democratização do sistema político da RAEM. Politicamente, a sociedade civil de Macau é frequentemente caracterizada como tradicionalista, pouco activa, pouco reivindicativa e pouco participativa. 
Mas, principalmente em 2007, devido sobretudo ao rápido crescimento económico, ao alargamento do fosso entre os ricos e os pobres, à corrupção e à falta de transparência do Governo da RAEM, ocorreram em Macau vários protestos, por exemplo, a 1 de Maio de 2007 (Dia do Trabalhador)  e a 20 de Dezembro de 2007, quando se celebrou os oito anos de aniversário do estabelecimento da RAEM. Neste último protesto, cerca de 1500 a 3500 pessoas saíram às ruas para lutarem por um sistema político mais democrático, exigindo ao Governo a implementação total do sufrágio universal directo nas eleições para a Assembleia Legislativa de Macau e para o Chefe do Executivo de Macau. Lutavam também por uma maior transparência do Governo, uma maior independência das receitas do jogo e a introdução de medidas para a diminuição do fosso entre ricos e pobres.

### Eleitores recenseados
Em 2021, estavam recenseados 323 907 eleitores individuais ou singulares para as eleições por sufrágio directo e 17 886 votantes em representação de 813 eleitores colectivos (pessoas colectivas) para as eleições por sufrágio indirecto para a Assembleia Legislativa.

## Desqualificação de candidatos nas eleições legislativas de 2021
Pela primeira vez desde o estabelecimento da Região Administrativa Especial de Macau (20 de Dezembro de 1999), em Julho de 2021, a Comissão de Assuntos Eleitorais da Assembleia Legislativa (CAEAL), de acordo com a Lei Eleitoral, desqualificou 21 candidatos de 6 listas do sufrágio directo, "por não serem fiéis a Macau ou não defenderem a Lei Básica."
Três listas pró-democracia foram totalmente excluídas, com um total de 15 candidatos, que estavam de alguma forma ligados à Associação Novo Macau. Estas três listas eram: a Associação do Novo Progresso de Macau, liderado por Sulu Sou Ka Hou (deputado na legislatura de 2017-2021); a Associação Próspero Macau Democrático, liderado por Scott Chiang e secundado por António Ng Kuok Cheong (deputado entre 1992 e 2021); e a Associação do Progresso de Novo Macau, liderada por Paul Chan Wai Chi (deputado entre 2009-2013). Os outros candidatos excluídos eram Cloee Chao e Lei Man Chao, da lista "Novos Jogos de Macau" (defensora dos trabalhadores do sector do Jogo); Lee Sio Kuan e Kuong Kai Nang, da lista "Ou Mun Kong I"; e Tommy Lo e Wu Shaohong, da lista "Macau Vitória".
O Tribunal de Última Instância (TUI) pronunciou-se a favor da decisão da CAEAL de excluir as três listas pró-democracia de participarem das eleições legislativas de 2021, por serem infiéis a Macau e não defenderem a Lei Básica. As evidências eram a participação de candidatos excluídos "em actividades de apoio incompatíveis com a Lei Básica, ou que provam que são infiéis à RAEM." Estas actividades estavam relacionadas com o "4 de Junho", a "Carta Constitucional 08" e a “Revolução de Jasmim”. Nestas actividades, foram defendidas reformas democráticas na China e o derrube do Governo Central e do Partido Comunista da China, cuja liderança no governo nacional em Pequim passou, em 2018, a ser explicitamente protegida pela Constituição da República Popular da China (Artigo 1.º).